# 王启明 (光电子学家)
王启明（1934年7月3日—），男，福建石狮人，中国光电子学家，中国科学院半导体研究所研究员，中国科学院院士。

## 生平
1956年毕业于复旦大学物理系。1991年当选为中国科学院院士（学部委员）。